# 武州中川駅

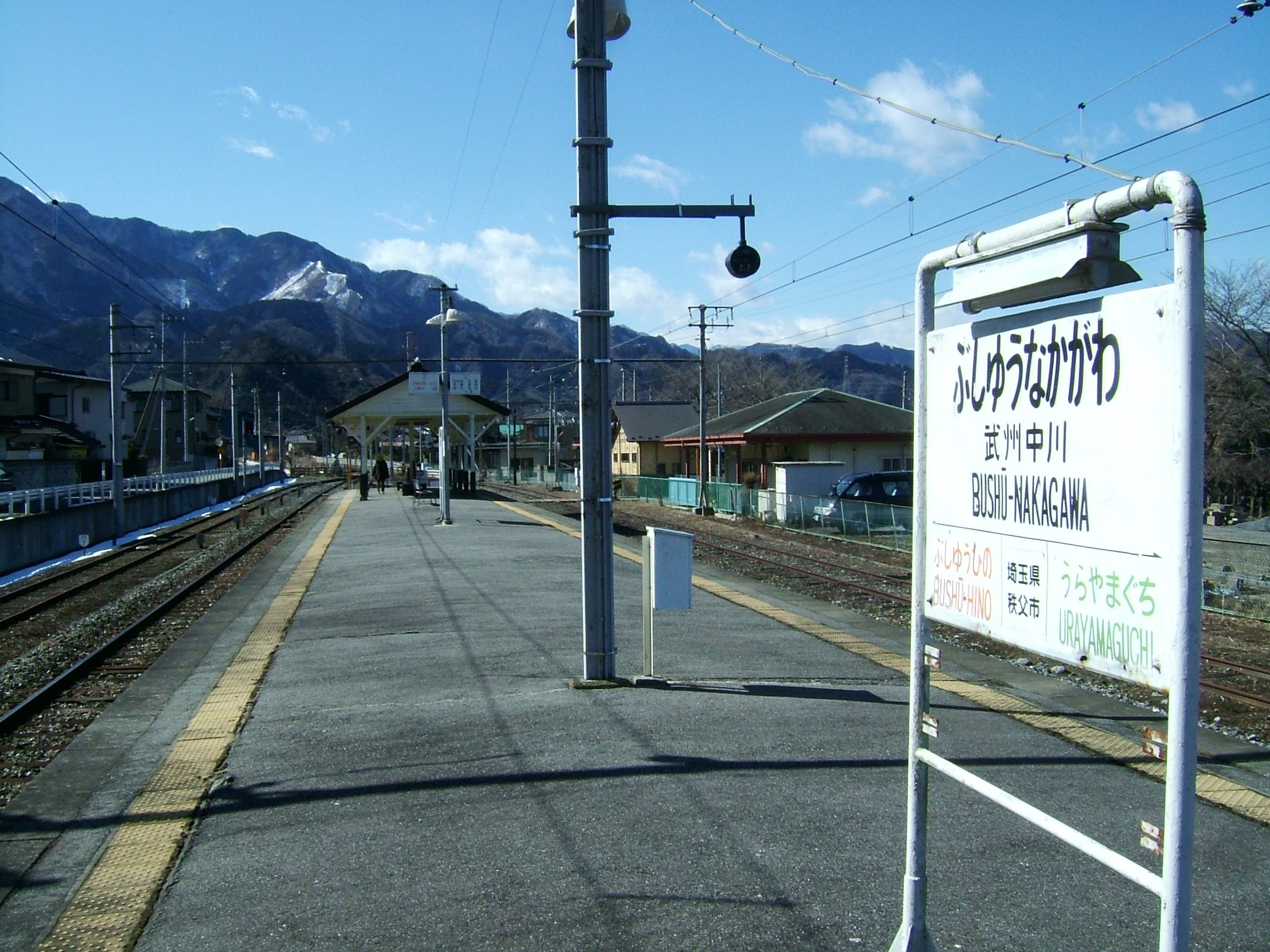
ホーム（2008年2月）

武州中川駅（ぶしゅうなかがわえき）は、埼玉県秩父市荒川上田野にある秩父鉄道秩父本線の駅である。駅番号はCR34。

## 歴史
- 1930年（昭和5年）3月15日：開業。駅名は中川村に由来する(1943年戦時町村合併促進法により白川村と合併廃止)
- 1941年（昭和16年）：この頃、石灰工場と結ぶインクラインの使用を開始[1]。
- 1984年（昭和59年）1月20日：貨物営業を廃止、これと共にインクラインも使用停止[1]。
- 2022年（令和4年）3月12日：ICカード「PASMO」の利用が可能となる[2]。同時に無人化[2]。

## 駅構造
島式ホーム1面2線を有する地上駅。無人駅である。簡易PASMO改札機設置駅。
無人化以前は業務委託駅（管理駅:秩父駅）であり、駅係員勤務時間は平日の月・水・木曜日は7:50 - 16:50、平日の火・金曜日は終日無人、土休日は8:30 - 17:00となっていた。
トイレは改札外にあり水洗式である。

### のりば
| 番線 | 路線    | 方向 | 行先                                     |
| ---- | ------- | ---- | ---------------------------------------- |
| 1    | ■秩父線 | 上り | 秩父・長瀞・寄居・熊谷・行田市・羽生方面 |
| 2    | ■秩父線 | 下り | 三峰口方面                               |

### 貨物取扱
かつて、三峰石灰産業（当初社名は関東石灰化工）の貨物専用ホームが南側にあり、山腹の工場から製品の石灰搬出用のトロッコ軌道（インクライン）が敷設されていた。1941年（昭和16年）頃に敷設されて使用開始されたもので、当初の動力は畜力であったが戦争中に電気動力に変更された。長さは約680メートル、軌間は508ミリメートル、平均勾配は約4パーセント、軌条は1メートルあたり9キログラムのものがほとんどで、分岐器は鈍端ポイントであった。工場側と駅側の終端部は単線、中間部は複線になっていた。駅南側には貨物上屋が建設されてその中にインクラインが引き込まれていた。中間の複線部分が巻き上げ装置で動力運転する部分で、両端では作業員が手押しでトロッコを移動させて巻き上げ装置のエンドレスロープに接続していた。国鉄貨物の合理化に伴い、武州中川駅の貨物扱いが1984年（昭和59年）1月20日で廃止となったことから、このインクラインも廃止された。なお1970年（昭和45年）の消石灰製造プラント新設時にホッパトラックに直接粉体のまま積み込んで輸送できるようになり、トロッコによる輸送量は既に減少していた。設備はインクライン廃止後約2年間放置されていたが、1986年（昭和61年）7月12日より軌道の撤去解体工事が開始されて、約1か月でほとんどの設備が撤去された。

## 利用状況
- 2019年度の1日平均乗車人員は117人である。

| 年度               | 乗車人員 （1日平均） |
| ------------------ | -------------------- |
| 2009年（平成21年） | 175                  |
| 2010年（平成22年） | 161                  |
| 2011年（平成23年） | 157                  |
| 2012年（平成24年） | 158                  |
| 2013年（平成25年） | 152                  |
| 2014年（平成26年） | 156                  |
| 2015年（平成27年） | 145                  |
| 2016年（平成28年） | 138                  |
| 2017年（平成29年） | 128                  |
| 2018年（平成30年） | 114                  |
| 2019年（令和元年） | 117                  |

## 駅周辺
- 荒川
- 国道140号
- 秩父市役所荒川総合支所（旧・荒川村役場）
- 秩父市立荒川東小学校
- JAちちぶ荒川支店・荒川農産物直売所[3] - 駅前
- 上田野郵便局
- 清雲寺のしだれ桜  - 埼玉県の天然記念物
- 櫻井太傳治商店（THE ALFEEのメンバー、桜井賢の実家）

## 隣の駅
秩父鉄道
■秩父本線
□SLパレオエクスプレス・■急行「秩父路」（土休日のみ運転）
通過
□各駅停車
浦山口駅 (CR33) - 武州中川駅 (CR34) - 武州日野駅 (CR35)